# Ritratto Ufficiale del Führer e Cancelliere del Reich
Il Ritratto Ufficiale del Führer e Cancelliere del Reich (in tedesco Bild des Führers und Reichskanzler im Staatsrahmen) è stata un'onorificenza tedesca, in uso all'epoca del Terzo Reich.

## Storia
Alla morte di Paul von Hindenburg (2 agosto 1934), la carica di Presidente del Reich venne eliminata, creando al suo posto quella di Führer. Da questo momento Adolf Hitler fu contestualmente Führer e Cancelliere del Reich (Führer und Reichskanzler), col rango di Capo di Stato.
Così com'era stato fatto per gli imperatori tedeschi e per altre altissime cariche del Reich, venne ideato di conseguenza un ritratto ufficiale, da consegnare come regalo di Stato o come onorificenza a politici stranieri o dignitari tedeschi.

## Progetto e fabbricazione
Il ritratto ufficiale si presenta come una fotografia di Hitler - spesse volte autografata - all'interno di una cornice d'argento 925, alla base della quale si trova una placca sempre in argento, contornata da losanghe in stile greco. Al centro della placca, lo stemma della Germania nazista: un'aquila frontale ad ali spiegate stringe fra gli artigli una corona d'alloro che contorna una svastica. Ai lati della corona d'alloro le due iniziali sbalzate di Hitler: "A" a sinistra e "H" a destra. Il ritratto veniva consegnato all'interno di un prezioso astuccio in marocchino, con impresso a fuoco nuovamente lo stemma della Germania nazista.
La lavorazione venne affidata ad alcuni gioiellieri specializzati in tale tipo di lavorazione: dall'analisi dei manufatti si notano quasi sempre le iniziali "FHW", che indicano la ditta Franz & Hermann Wandinger di Monaco, unitamente al suo marchio: una luna crescente con la corona.
Le dimensioni approssimative della decorazione sono di circa 23 x 34 cm.
L'oggetto venne fabbricato in un ristretto numero di esemplari; di conseguenza oggi è molto raro.